# Jan Willem Storm van Leeuwen
Jan Willem Storm van Leeuwen (Klaten, Java, Nederlands-Indië, 3 februari 1941) is een Nederlandse natuurwetenschapper, publicist en daarnaast fotograaf. Zijn expertise betreft technologisch aspectenonderzoek: het transparant maken van complexe technische en natuurwetenschappelijke vraagstukken, zodat ook niet-ingewijden inzicht kunnen krijgen in de maatschappelijke betekenis van technische systemen, in het bijzonder van energiesystemen met de focus op duurzaamheidsaspecten van de toepassing van een bepaalde technologie.

## Biografie
In Utrecht doorliep Van Leeuwen het Utrechts Stedelijk Gymnasium en studeerde hij schei- en natuurkunde aan de Universiteit Utrecht. Hij was als student enige tijd reactorassistent bij de Amerikaanse tentoonstelling Atoms at work in Utrecht (1966). Aan de Technische Universiteit Eindhoven studeerde hij af op het vakgebied katalyse. Als docent scheikunde was hij verbonden aan de Bredase Nassau-scholengemeenschap en het Stedelijk Gymnasium Breda en publiceerde de leermethode Scheikunde voor VWO, die later door de Open Universiteit werd geadopteerd. Daarnaast werkte hij als onafhankelijk consultant op energiegebied. Hij is verscheidene jaren secretaris geweest van de Dutch Association van de Club van Rome. Hij maakte deel uit van de internationale groep van expert reviewers van het Fourth Assessment Report (AR4) van het Intergovernmental Panel on Climate Change (IPCC). In het kader van de brede maatschappelijke discussie rond kernenergie (BMD, 1981-1982) werkte hij tussentijds een jaar op het Centrum voor Energiebesparing in Delft. Met Philip B. Smith, hoogleraar kernfysica aan de Universiteit Groningen, werkte hij jarenlang samen aan een analyse van het totale energieverbruik en de CO2-uitstoot van kernenergie. In het kader van zijn samenwerking met de Oxford Research Group, een Britse denktank van wetenschappers en politici, werd Storm van Leeuwen in 2007 uitgenodigd op 10 Downing Street in Londen voor een onderhoud met een van de wetenschappelijke adviseurs van premier Tony Blair. De aandacht richtte zich op de CO2-emissie van kernenergie, op de voorzieningszekerheid van uranium op lange termijn en de uitgestelde kosten van kernenergie. Storm van Leeuwen introduceerde in dit kader de begrippen energy cliff (energieklif), energy debt (energieschuld) en CO2-trap (CO2-val). Als lid van de Nuclear Consulting Group, een internationale groep kritische natuurwetenschappers, werkt hij aan publicaties rond een duurzame energievoorziening zonder kernenergie.
Op tal van plaatsen in en buiten Europa houdt Van Leeuwen lezingen, waarin hij toelicht waarom volgens hem kernenergie voor een duurzame energievoorziening geen perspectieven biedt. Daarnaast schrijft hij rapporten voor conferenties en artikelen voor tijdschriften en kranten. Van 2009-2014 gaf hij colleges aan de Vrije Universiteit in Amsterdam over gezondheidsrisico’s van kernenergie aan medische studenten.

## Privé
Van Leeuwen was de zoon van ir. Johannes Adriaan (Jan) Storm van Leeuwen (1912-2009), hoofdingenieur bij de Cultuurtechnische dienst te Utrecht, en Wilma Nicoline Marie Kooiman (1919). Hij trouwde in 1967 met beeldend kunstenaar en dichter Pien Hoogland (1945-2020), met wie hij twee kinderen kreeg. In zijn vrije tijd is hij natuurfotograaf en maakte hij foto's voor de publicaties van zijn echtgenote.

## Publicaties (selectie)
- Tussen kernenergie en kolen. Een analyse. Amsterdam: Ekologiese Uitgeverij/Intermediair Bibliotheek, 1980
- Energie analyse van en PWR kerncentrale. Rapport voor de Stuurgroep Brede Maatschappelijke Discussie Energiebeleid te Den Haag, Chaam, 14 september 1982. (In opdracht van de Nederlandse regering).
- Atomstrom ein Energiedarlehen?. Hannover/Braunschweig: Gruppe Ökologie, Hannover/Braunschweiger Arbeitskreis gegen Atomenergie, Mai 1984.
- ‘Nuclear Uncertainties. Energy Loans for fission power’, in: Energy Policy, June 1985, pp, 253 -266 (Te downloaden op http://www.stormsmith.nl)
- ‘Contra-expertise kernenergie’, deel van Duurzame energie: een toekomstverkenning. Rotterdam: Krekel VanderWoerd Wouterse, 21 July 1987. (coauteur Cees Daey Ouwens) (rapport aan de Nederlandse regering).
- Coming Clean. How clean is nuclear energy? Background document for UN Climate Conference CoP6 at The Hague, 13-24 November 2000,
- GroenLinks in the European Union/The Greens/European Free Alliance. Utrecht/Brussels, October 2000 (coauteurs: Wim Kersten, Peer de Rijk & Alexander de Roo)
- Nuclear Power: the Energy Balance, augustus 2005, update februari 2008 (coauteur: Philip B Smith) http://www.stormsmith.nl
- 'Powering the Future', in: Infrastructure Journal, Summer 2005
- Energy from uranium, Factsheet 4: Energy security and uranium reserves
- Secure energy? Civil nuclear power, security and global warming. Published by the Oxford Research Group, 2006-2007 https://web.archive.org/web/20210310111747/https://www.oxfordresearchgroup.org.uk/
- A nuclear power primer, June 2005 http://www.opendemocracy.net
- Nuclear power–the energy balance. https://web.archive.org/web/20080129124755/http://www.safehaven.com/forums-17613.htm
- Nuclear power: energy security and CO2 emission. Submission to the Australian Uranium Mining, Processing and Nuclear Energy Review Task Force, 9 December 2006.
- The Future of Nuclear Power. Our energy challenge: climate change and energy security. Submission to the UK Government Consultation, 10 October 2007
- 'Atomstrom ist keine Lösung für Klimaprobleme und Energieknappheit', in: Energie und Umwelt, Dezember 2006. Zie ook: http://www.energiestiftung.ch/
- Interview Zwitserse televisie: Kassensturz, SF 1, Sendung vom 06.03.2007 https://web.archive.org/web/20071223110449/http://www.sf.tv/sf1/kassensturz/sendung/sendung.php?sendungid=361
- 'New debate over nuclear option', Business Week, 26.3.2007 http://www.businessweek.com/bwdaily/dnflash/content/mar2007/db20070326_366468.htm
- 'Las nucleares emiten CO2', in: El Mundo, 29 maart 2007 https://www.elmundo.es/elmundo/ecologia.html
- 'Uranbrist ger CO2-utsläpp', interview door Kerstin Lundell, in: Process Nordic, 5 Maj 2008 http://www.processnet.se
- ‘End of the days of ore?’, in: The House Magazine, Nuclear Supplement, 24 November 2008. (tijdschrift voor het Britse parlement)
- ‘La energía nuclear y la calentamiento global’, Hoofdstuk XVII in: Barcena, I., Lago, R. & Villalba, U. (eds), Energía y deuda ecológica. Icaria editorial, Barcelona, maart 2009 ISBN 978-84-9888-035-9 http://www.icariaeditorial.com
- Partitie en transmutatie van radioactief afval. Rapport voor Greenpeace, april 2011
- Nuclear Security. In cauda venenum. Commissioned by the World Information Service on Energy (WISE). Amsterdam, februari 2014 (Ondersteund door Tribunaal voor de Vrede, NVMP (Nederlandse afdeling van IPPNW). Rapport voor 3d Nuclear Security Summit, in het World Forum, Den Haag, 24-25 maart 2014.
- Uranium mining at Kvanefjeld, a case study. Rapport gebaseerd op de lezingen door de auteur tijdens de conferenties te Nuuk (Greenland) en Kopenhagen, 22-25 maart 2014, 17 april 2014
- 'Uranium mining at Kvanefjeld, (Greenland)' Interview door de New York Times (Saskia de Rothschild), 28 July 2015
- Can nuclear power slow down climate change? Commissioned by the World Information Service on Energy (WISE). Amsterdam, november 2015 (Sponsored by the Greens in the European Parliament, supported by 7 international NGOs). * Rapport voor de United Nations Climate Change Conference CoP 21, Parijs, 30 november - 12 december 2015.
- 'Nuclear Power in its Global Context', in: Geographical Locality Studies 2016, volume 4, nr 1.
- Mining at Kvanefjeld. Comments on: Kvanefjeld Project. Environmental Impact Assessment, Greenland Mineral and Energy Ltd, draft October 2015, prepared by Orbicon AS/S22 January 2017
- Climate change and nuclear power. Commissioned by the World Information Service on Energy (WISE), Amsterdam, 2017, supported by 8 international NGOs. Rapport voor de United Nations Climate Change Conference CoP 23, Bonn, 6 - 17 november 2017